# Everything Will Be OK
Everything Will Be OK és una pel·lícula documental franco-cambodjana dirigida per Rithy Panh del 2022. L'obra tracta els temes del totalitarisme, la democràcia i una nova forma de comunicació i també s'ha descrit com un conte de moral apocalíptic.
La pel·lícula es va estrenar el febrer de 2022 com a part del 72è Festival Internacional de Cinema de Berlín.

## Argument
La pel·lícula utilitza diorames per explorar la qüestió de com seria un món en què els animals arribessin al poder. Es comportarien com els humans? Els animals cometirien errors similars, lluitarien pel poder o establirien dictadures terroristes? O hi hauria més pau al món? I què simbolitzarien les obres d'art dels animals?
Després de sotmetre els humans, els animals enderroquen els seus monuments i en construeixen de nous. Aquests estan destinats a suprimir la voluntat del poble. Els animals inverteixen les atrocitats del segle XX i en cometen de noves. Les figures d'animals també veuen els arxius de pel·lícules dels homes.

## Producció

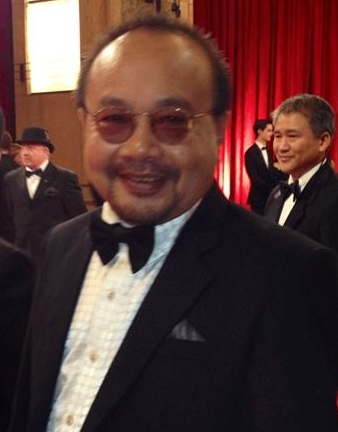
El cineasta Rithy Panh (2014)

Per a Rithy Panh Everything Will Be OK és el seu 24è treball de direcció. També va aparèixer a la pel·lícula com a guionista i editor. Va agafar el títol de l'estampat d'una samarreta que portava un jove que va ser assassinat a la primavera del 2021 durant les protestes contra el cop militar a Myanmar.
Basat en la seva pel·lícula L'Image manquante (2013) Everything Will Be OK se centrarà en figures de titelles. Molts d'ells són figures d'animals a l'estil de La rebel·lió dels animals (1945) de George Orwell o les faules de Jean de La Fontaine publicades al segle XVII. En el projecte, Panh va treballar amb la seva productora Catherine Dussart. Segons Dussart, l'obra tracta els temes del totalitarisme, la democràcia i una nova manera de comunicar-se. A la presentació del programa de la Berlinale, la pel·lícula va ser descrita com un "conte de moralitat apocalíptica".

## Llançament
L'estrena d' Everything Will Be OK va tenir lloc el 12 de febrer de 2022 a la Berlinale.

## Premis
Amb Everything Will Be OK, Rithy Panh va competir per l'Os d'Or, el premi principal de la Berlinale, per segona vegada després del 2020. Allà va rebre l'Ós de Plata a l'assoliment artístic excepcional.